# Marijn Poels

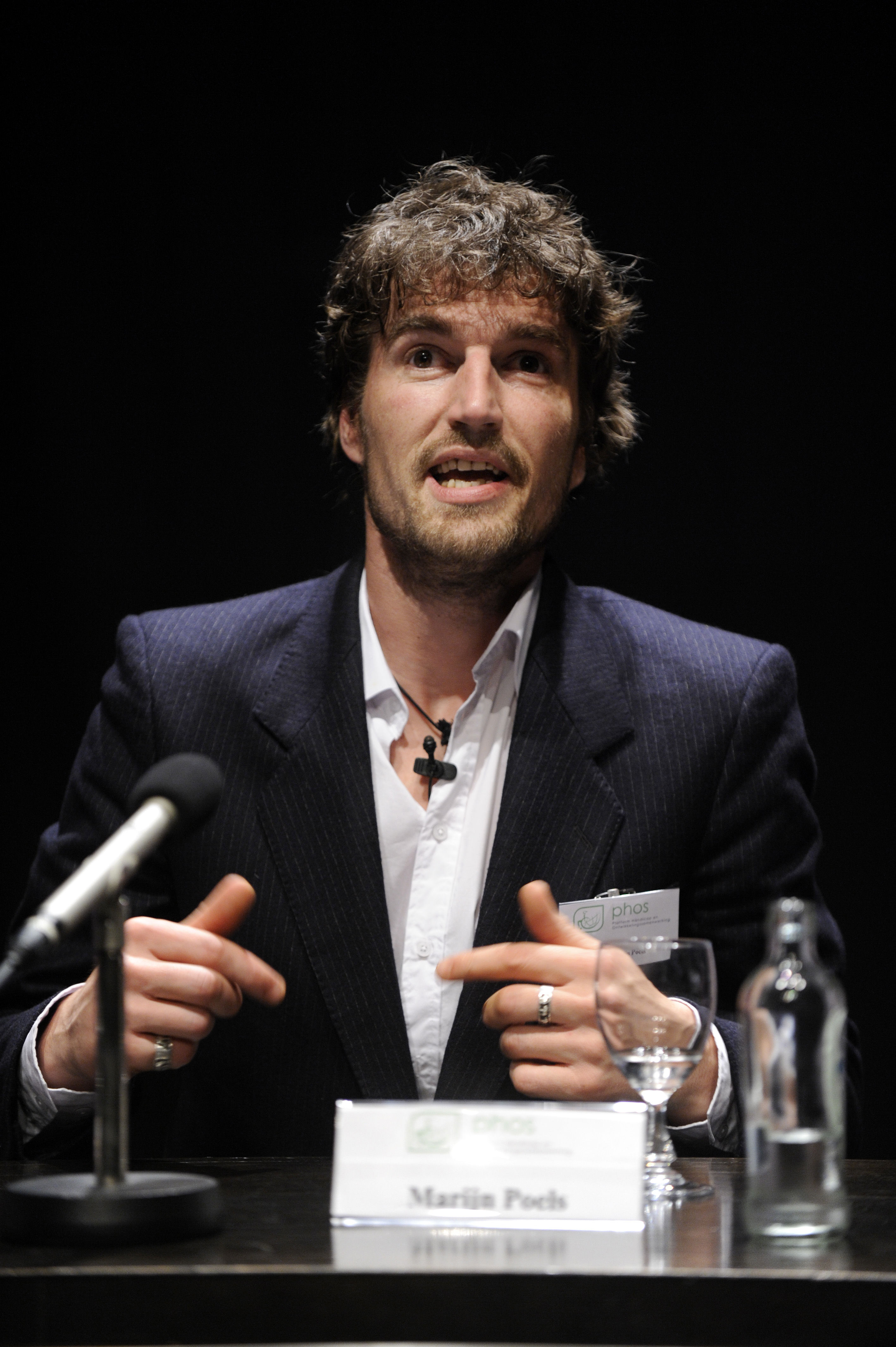
Marijn Poels (2010)

Marijn Poels (* 10. Juli 1975 in Meerlo bei Venlo) ist ein niederländischer Filmemacher, Dokumentarfilmer und Produzent. 

## Leben
Poels arbeitet als freier Dokumentarfilmer und produziert Filme über internationale Zusammenarbeit, Menschenrechte, Soziales, Politisches und Wirtschaftsthemen. Er produzierte unter anderem die Filme Nothing About Us, The Voice of 650 Million Times One (Die Stimme der Unerhörten) sowie die TV-Serien L1mburg Helpt (2009 und 2012) und Route 2015 (2011).
Der Film Retour (2013) ist eine Auftragsarbeit des niederländischen Regionalsenders L1 über seinen Vetter und Radprofi Wout Poels, der 2012 bei der Tour de France stürzte und sich nach schweren inneren Verletzungen an Niere, Lunge und Milz wieder in den Sport zurück kämpft.
Der Filmemacher begann seine Karriere mit dem Filmen von Tourneedokumentationen und einigen Videoclips für die niederländische Punkband Heideroosjes.
Poels veröffentlichte 2022 den Dokumentarfilms „Pandamned: Die Welt im Bann einer Pandemie“ zur COVID-19-Pandemie. Ein Faktencheck des Bayerischer Rundfunks kommt zum Fazit, dass der Film Aussagen von Corona-Verharmlosern, „Querdenkern“ und bekannten Verschwörungstheoretikern aus Deutschland und weiteren Ländern sammle. Der Film wiederhole bereits bekannte antisemitische Mythen und nicht belegbare, unbegründete oder bereits widerlegte Falschaussagen.

## Filmografie
- 2005: Full of smiles and mines – Cambodia
- 2005: The American Dream – New-York
- 2006: The Shadow side of a metropolis – Rio de Janeiro
- 2006: Heideroosjes in Japan
- 2007: Chapter Eight, Golden State – Hollywood
- 2007: Surviving On God's Guidance – Zambia
- 2008: Millenniumwar – Niederlande
- 2008: Ethiopia on Wheels – Ethiopia
- 2008: Nothing About Us – Ethiopia
- 2009: L1mburg Helpt (TV documentary series) – Oeganda, Congo DRC, Peru, Brazilië, India, Roemenia
- 2010: The Voice of 650 Million times one – Kenya, Vietnam
- 2010: It's Not Always About Success – Niederlande, Wales
- 2010: My Name is MAX – Niederlande
- 2010: Building Dreams in Darkness – India
- 2011: Route 15, (TV documentary series) – Brazil, Mali, Sierre Leone, Suriname, Kenya, India, Pakistan, Filipijnen
- 2012: Down the Lane – Kenia
- 2012: L1mburg Helpt (TV-Serie) – Nicaragua, Ethiopië, Peru, Indonesië, Kenia, Armenië.
- 2012: By Choice or Chance – Vietnam
- 2013: Retour, Niederlande – Spanien
- 2013: PABLO – Brasilien
- 2013: Unerschöpflich – Germany, Brasil
- 2014: zwei Leben in ein Herz – Marokko
- 2015: Ageless Friends – USA
- 2017: Der Bauer und sein Klima (The Uncertainty Has Settled)[2][3]
- 2018: Paradogma
- 2020: Return to Eden
- 2021: Het Goede Doel Heiligt de Middelen
- 2022 HEADWIND '21
- 2022: Pandamned – die Welt im Bann einer Pandemie
- 2023: The Primordial Code
- 2024: The Primordial Code, The Burning Essence

## Bibliografie
- Tussen twee werelden. 2009
- Een wereld van extremen. 2012

## Auszeichnungen
- Berlin Independent Film Festival: Best Documentary 2017 (The Uncertainty Has Settled)[4]
- Berlin Independent Film Festival: Best Short Documentary 2017 (The Voice of a Million Times One)[5]